# Flawiusz Plinta

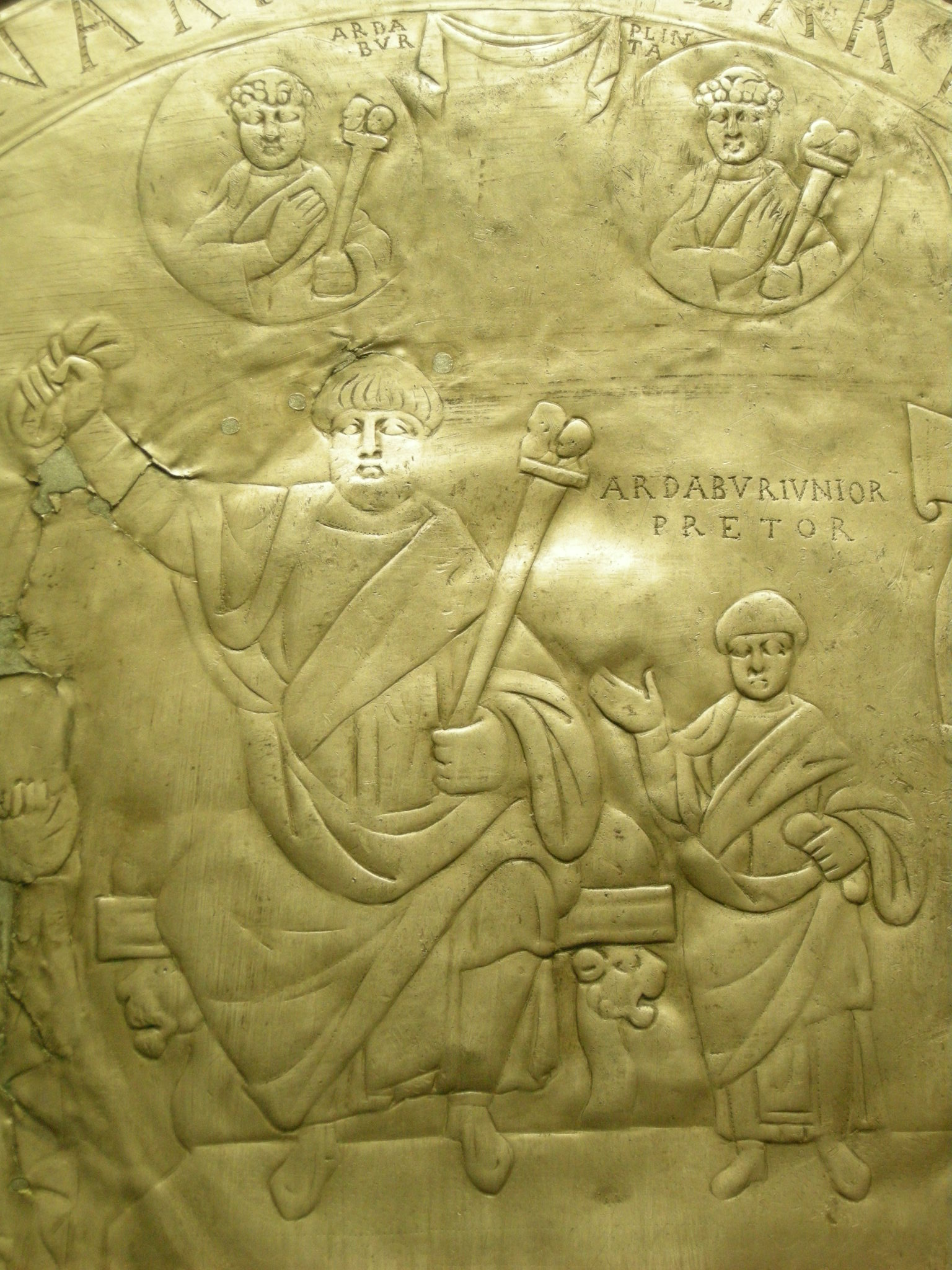
Detal z płaskorzeźby Missorium Aspara. Nad Asparem i jego synem Ardaburem umieszczono podobizny, po lewej Flawiusza Ardabura, ojca Aspara, i po prawej Plinty, prawdopodobnie jego teścia (CIL = ILS 1299)

Flawiusz Plinta łac. Flavius Plinta – polityk i dowódca pochodzenia gockiego w Cesarstwie wschodniorzymskim w V wieku.
Plinta był Gotem spokrewnionym z Asparem (XI, 2637.), być może jako jego teść, i ojcem Armatiusa. W 450 jego córka została oddana przez Teodozjusza II jako żona Konstancjuszowi, sekretarzowi Attyli. Plinta był arianinem i należał do sekty psatyrian, zwolenników Maryna z Tracji, którzy w 419 przyłączyli się w Konstantynopolu po pozostałych arian.
W 418 jako komes stłumił rewoltę w Palestynie i być może w związku z tym sukcesem w następnym roku został wyznaczony konsulem oraz objął wysokie stanowisko wojskowe jako 
magister militum praesentialis.
Plinta posiadał duże wpływy na dworze cesarskim. W 431 próbował bezskutecznie osadzić Saturninusa na tronie biskupim w Marcjanopolis zamiast nestorianina Doroteusa. W 432 zachęcał Jana, patriarchę Antiochii, do zaakceptowania mediacji cesarza Teodozjusza II i pogodzenia się z Cyrylem, patriarchą Aleksandrii. Między 435 a 440 poprosił cesarza o wysłanie go razem z Flawiuszem Dionizjuszem jako posłów do Rugili, władcy Hunów. Po śmierci Rugili, Plinta i Epigenes zostali wysłani do jego następcy, Attyli, z którym zawarli pokój w Horreum Margi.